# پیست پل ریکارد
پیست پل ریکارد (به انگلیسی: Circuit Paul Ricard) یک میدان مسابقه ورزش‌های موتوری است که در لا کاستلت، ور، در کشور فرانسه قرار دارد. از این پیست برای برگزاری جایزه بزرگ فرانسه، که یکی از سری گراند پری‌های مسابقات قهرمانی جهان فرمول یک است، استفاده می‌شود. پیست پل ریکارد گنجایش کافی برای میزبانی ۹۰٬۰۰۰ نفر تماشاگر را دارد.
پیکربندی کنونی این پیست از ۱۵ پیچ تشکیل شده و طول آن برابر با ۵٫۸۴۲ کیلومتر (۳٫۶۳۰ مایل) است.